# 美亞控股
美亞控股有限公司（港交所：1116），成立於1997年，在2004年於香港交易所主板上市，主要加工及製造各種鋼板及鋼管，供應客戶生產3C產品、運動器材及家庭用品與汽車零件。
工廠位於廣東省廣州市永和經濟區，董事長為賴粵興。台灣美亞核心公司。